# Rakshak
Rakshak es el primer álbum de estudio de la banda india de nu metal Bloodywood, lanzado de forma independiente el 18 de febrero de 2022. La música del álbum es una mezcla de música folclórica india y heavy metal, con letras en inglés, hindi y panyabí.
El álbum entró en las listas de Billboard, convirtiendo a Bloodywood en la primera banda india de metal en lograr tal logro. El álbum también ha tenido éxito en Bandcamp, donde lideró las ventas de álbumes de la plataforma desde su lanzamiento, clasificándose (a principios de marzo de 2022) como el 22.º lanzamiento más vendido de todos los tiempos y el tercer lanzamiento de metal más vendido.

## Antecedentes
Desde su creación en 2016, la banda ha ganado popularidad en internet con sus versiones de folk metal indio de canciones pop e indias. Posteriormente, lanzaron un álbum de versiones titulado Anti-Pop Vol. 1 con canciones de Backstreet Boys, 50 Cent, Ariana Grande, Nirvana y Linkin Park. El rapero Raoul, quien inicialmente fue invitado, finalmente se unió a la banda.
Para su primer álbum, sin embargo, optaron por usar solo material original, re-grabando algunas canciones anteriores. La banda afirma haber recibido contactos de varias discográficas, pero decidió mantenerse independiente para este álbum.

## Temas
Al ser preguntado sobre el significado del álbum, el vocalista y rapero Raoul afirmó que "trata sobre un esfuerzo conjunto para proteger a las personas y al planeta en su conjunto de todos los desafíos que enfrentamos. Esperamos lograrlo eliminando los desafíos por completo, porque la mejor defensa es un gran ataque. Escucharán mensajes sobre política divisiva, corrupción, noticias tóxicas, agresión sexual y acoso escolar, así como mensajes personales sobre cómo combatir la depresión y superar sus límites".
El título, que se traduce como "protector", transmite la sensación de que "eres tu propio salvador, tienes la fuerza interior para afrontar los desafíos". La portada presenta a un niño y un elefante detrás de él; el animal representa "la fuerza interior de esta frágil criatura".

## Composición y grabación
Rakshak incluye tanto canciones compuestas para el álbum como composiciones originales de la banda, lanzadas anteriormente como sencillos independientes por diversas razones. Kerr ha declarado que canciones anteriores, como la popular Ari Ari (Indian Street Metal), se excluyeron del álbum por no ser composiciones completamente originales de la banda.

## Lista de canciones
Todas las canciones escritas y compuestas por Karan Katiyar. 
| N.º | Título                         | Duración |  |
| 1.  | «Gaddaar»                      | 4:44     |  |
| 2.  | «Aaj»                          | 5:00     |  |
| 3.  | «Zanjeero Se»                  | 4:11     |  |
| 4.  | «Machi Bhasad» (versión álbum) | 4:00     |  |
| 5.  | «Dana-Dan»                     | 4:54     |  |
| 6.  | «Jee Veerey» (versión álbum)   | 4:38     |  |
| 7.  | «Endurant» (versión álbum)     | 4:46     |  |
| 8.  | «Yaad» (versión álbum)         | 5:40     |  |
| 9.  | «BSDK.exe»                     | 4:55     |  |
| 10. | «Chakh Le»                     | 4:25     |  |

## Posicionamiento en lista
| Lista (2022)                         | Posición |
| ------------------------------------ | -------- |
| Estados Unidos (Digital Albums)      | 5        |
| Estados Unidos (Top Album Sales)     | 93       |
| US World Albums (Billboard)          | 10       |
| Reino Unido (UK Independent Albums)  | 26       |
| Reino Unido (UK Rock & Metal Albums) | 8        |

## Personal
Bloodywood
- Jayant Bhadula - voz
- Raoul Kerr - voz de rap
- Karan Katiyar – guitarras, flautas, arreglos, producción